# برنت بارت
برنت بارت (انگلیسی: Brent Barrett؛ زادهٔ ۲۸ فوریهٔ ۱۹۵۷) بازیگر و تنور اهل ایالات متحده آمریکا است.